# Cuidados al final de la vida
Los cuidados al final de la vida son la atención médica que recibe una persona con una enfermedad terminal que se ha vuelto avanzada, progresiva o incurable. A grandes rasgos, la persona moribunda necesita que le asistan en cuatro aspectos que son proporcionarles comodidad física, que atiendan a sus necesidades mentales y emocionales, que les ayuden a resolver conflictos espirituales y que les presten ayuda para completar tareas prácticas.
Los cuidados al final de la vida requieren la toma de una serie de decisiones que incluyen cuestiones sobre los cuidados paliativos, el derecho de los pacientes a la autodeterminación (de tratamiento, vida), la medicina experimental, la ética y eficacia de las intervenciones médicas extraordinarias o peligrosas, y la ética y eficacia incluso de la prolongación de las medidas terapéuticas y de los tratamientos médicos. Además, los cuidados paliativos suelen atañer el racionamiento y la distribución de recursos de los hospitales y sistemas sanitarios nacionales. Estas decisiones se basan tanto en consideraciones técnicas, médicas y bioéticas, como en factores económicos.
Asimismo, los tratamientos de los cuidados paliativos están sujetos a consideraciones de la autonomía del paciente. En la mayoría de los países desarrollados, los gastos médicos de los pacientes en sus últimos doce meses de vida representan aproximadamente el 10 % del total del gasto sanitario general, mientras que los gastos de los pacientes en sus últimos tres años pueden alcanzar hasta el 25 %.

## Cuidados en los últimos días y horas de vida

### Toma de decisiones
A menudo, las familias fragmentadas, disfuncionales o en duelo no son capaces de tomar las decisiones oportunas que respeten los deseos y valores del paciente. Esto puede dar como resultado el sobretratamiento, el infratratamiento y otros problemas. Por ejemplo, los familiares pueden discrepar sobre si la prolongación de la vida o de la calidad de esta son el objetivo principal del tratamiento.
Los familiares también pueden ser incapaces de asimilar la inevitabilidad de la muerte y los riesgos y consecuencias de las intervenciones médicas y no médicas.
Pueden solicitar tratamientos comunes, como dar antibióticos para la neumonía o medicamentos para reducir la presión arterial alta, sin preguntarse si esa persona preferiría morir de forma rápida de neumonía o de un ataque al corazón a sufrir un declive prolongado en un centro de atención especializada. Algunos tratamientos parecen inofensivos, como prescribir una dieta blanda para una persona con problemas de deglución o administrar fluidos intravenosos a una persona en estado terminal, pero pueden prolongar significativamente el proceso de la muerte.

### Control y tratamiento de los síntomas
Los siguientes son algunos de los problemas potenciales más comunes que pueden surgir en los últimos días y horas de vida del paciente:

#### Dolor[8]
Normalmente se controla con opioides como la morfina o, en el Reino Unido, la diamorfina. Las dosis altas de opioides pueden causar depresión respiratoria y este riesgo aumenta con el consumo concomitante de alcohol y otros sedantes. Es importante hacer un uso prudente de los opioides para mejorar la calidad de vida del paciente y evitar la sobredosis.

#### Agitación
Delirios, angustia terminal, agitación (por ejemplo, golpes, tirones o espasmos). Normalmente se controla usando midazolam, otras benzodiacepinas o levomepromazina. También se suele usar el haloperidol. De igual manera, se pueden intentar aliviar los síntomas mediante la rehidratación, lo cual puede reducir los efectos de algunos metabolitos tóxicos de los fármacos.

#### Secreciones del tracto respiratorio
La saliva y otros fluidos pueden acumularse en la orofaringe y la vía respiratoria superior cuando los pacientes se debilitan demasiado como para aclararse la garganta, lo que origina un gorgoteo o sonido característico («estertor de la muerte»). Si bien aparentemente no es doloroso para el paciente, la asociación de este síntoma con la muerte inminente puede generar miedo e incertidumbre a los personas que los velan. Las secreciones pueden controlarse mediante el uso de fármacos como la escopolamina (hioscina), el glicopirronio o la atropina. Puede que el estertor no se pueda controlar cuando lo causa una acumulación más abundante de líquido en los bronquios o los pulmones, como ocurre con la neumonía o algunos tumores.

#### Náuseasy vómitos
Normalmente se controlan con haloperidol, ciclizina u otros antieméticos.

#### Disnea(dificultad para respirar)
Normalmente se controla con opioides, como la morfina o, en el Reino Unido, la diamorfina.
Las inyecciones subcutáneas son uno de los medios preferidos para la administración cuando el paciente tiene dificultades para deglutir o tomar pastillas por vía oral y, si es necesario, administrar la medicación de forma continuada, es probable que utilicen una bomba de jeringa (o bomba de infusión en los EE. UU.) para administrar una dosis baja y constante de medicación.
Otro medio de administración de medicamentos, que es utilizado cuando la vía oral se ve comprometida, es un catéter especializado diseñado para administrar medicamentos de forma cómoda y discreta por vía rectal. El catéter fue desarrollado para hacer que el acceso por vía rectal fuese más práctico y proporcione una manera de administrar y retener formulaciones líquidas en el recto distal, de modo que los profesionales de la salud pudiesen aprovechar los beneficios comprobados de la administración de fármacos por vía rectal. Su pequeña cánula flexible de silicona permite colocar el dispositivo de forma segura y que permanezca cómodamente en el recto para la administración continuada de medicamentos o líquidos. El catéter tiene un pequeño lumen por el que se pueden administrar volúmenes pequeños de medicación hacia el recto. Los pequeños volúmenes de medicación (por debajo de 15 ml) mejoran la comodidad al no estimular el reflejo defecatorio del recto y pueden aumentar la absorción general de una dosis dada al disminuir la acumulación de medicamentos, y la migración de estos hacia áreas más proximales del recto, donde la absorción puede ser menos efectiva.
Otros síntomas que pueden aparecer y pueden aliviarse en cierta medida son, entre otros, tos, fatiga, fiebre y, en algunos casos, sangrados.

### Proceso asistencial integrado
El proceso de asistencia integrado puede usarse para implementar guías clínicas, proporcionar un marco de documentación y auditoría, y facilitar la prestación de la atención clínica a grupos específicos de pacientes. Una revisión en 2016 de la Sistemática de Cochrane sobre «el proceso de asistencia al final de la vida para mejorar los resultados en los cuidados al paciente terminal» concluyó que «son pocas las evidencias disponibles sobre la eficacia clínica, física, psicológica o emocional sobre el proceso de asistencia al final de la vida». Además, la revisión alentó a los servicios de salud que utilizan el proceso de asistencia al final de la vida para que fueran auditados independientemente, e hizo énfasis en los hallazgos de la revisión de Neuberger del Liverpool Care Pathway para pacientes terminales.

### Signos de que la muerte puede estar cerca
El Instituto Nacional del Cáncer de los Estados Unidos (EE. UU.) informa que la presencia de algunos de los siguientes síntomas puede indicar que el paciente está cerca de fallecer:
- Somnolencia, aumento de los períodos de sueño y/o falta de respuesta (causados por cambios en el metabolismo del paciente).
- Confusión acerca del tiempo, el lugar y/o la identidad de los seres queridos; agitación; visiones de personas y lugares que no están presentes; tirar de su ropa o de la ropa de cama (causados en parte por cambios en el metabolismo del paciente).
- Disminución de la socialización y retraimiento (causados por la disminución de oxígeno en el cerebro, la ralentización de la corriente sanguínea y la preparación mental para morir).
- Disminución de la necesidad de alimentarse o beber, y pérdida del apetito (causadas por la necesidad del cuerpo de ahorrar energía y la disminución de su habilidad para asimilar correctamente los alimentos y líquidos).
- Pérdida del control de los esfínteres de la vejiga o del intestino (causada por la relajación de los músculos del área pélvica).
- Orina de color oscuro o disminución de la cantidad de orina (causadas por la disminución de la función renal y/o la disminución de la ingesta de líquidos).
- La piel se vuelve fría al tacto, especialmente las manos y los pies; la piel puede volverse azulada (cianótica), especialmente en la parte inferior del cuerpo (causadas por la disminución de la circulación periférica o hacia las extremidades).
- Emisión de sonidos guturales o gorgoteos al respirar, que pueden sonar fuerte (estertor de la muerte); respiración irregular y superficial; disminución del número de respiraciones por minuto; respiración que alterna entre rápida y lenta (causados por la congestión derivada de la disminución del consumo de líquidos, una acumulación de productos de desecho en el cuerpo y/o una disminución de la circulación hacia los órganos).
- Orientación de la cabeza hacia una fuente de luz (causado por la disminución de la visión).
- Aumento de la dificultad para controlar el dolor (causado por el avance de la enfermedad).
- Los movimientos involuntarios (llamados mioclonías), el aumento de la frecuencia cardíaca, la hipertensión seguida de hipotensión[19] y la pérdida de reflejos en las piernas y los brazos son signos adicionales de que el final de la vida está cerca.

## Asistencia y apoyo no clínicos

### Familiares y seres queridos
Muchas veces, los miembros de la familia no saben qué pueden hacer cuando una persona se está terminal. Muchas veces el hecho de ofrecer cuidados cotidianos y habituales con amabilidad, tareas como peinar el cabello, hidratar la piel delicada y sostener las manos del moribundo, es reconfortante y brinda una oportunidad significativa de transmitir su afecto a una persona terminal.
Puede que los familiares estén sufriendo emocionalmente debido al fallecimiento inminente. Su propio miedo a la muerte puede influir en su comportamiento. Puede que se sientan culpables por los acontecimientos pasados en su relación con la persona moribunda o que piensen que la han descuidado. Estas emociones comunes pueden dar lugar a tensiones, peleas entre los miembros de la familia sobre las decisiones a tomar, un empeoramiento de la atención y, a veces, (un fenómeno al que los profesionales sanitarios estadounidenses denominan «el síndrome de la hija de California») aparece un miembro de la familia que estuvo ausente durante bastante tiempo cuando el paciente está moribundo para exigir tratamientos inadecuados y agresivos.
También puede ocurrir que los familiares estén lidiando con otros problemas no relacionados, como enfermedades físicas o mentales, problemas emocionales y de relaciones, o problemas legales. Estos problemas pueden limitar su capacidad para involucrarse civilmente, de una manera útil, o para estar presentes.

### Asistencia espiritual al final de la vida
La asistencia religiosa o espiritual tienen una importancia particular en la atención al final de la vida. «En los cuidados paliativos, la responsabilidad de la asistencia espiritual es una tarea compartida por todo el equipo, con el liderazgo de los profesionales especializados como los consejeros religiosos de los hospitales públicos. Sin embargo, el enfoque de los cuidados paliativos hacia los espirituales puede aplicarse a otros contextos y a la práctica individual».
La doctrina de la Iglesia Católica condena la eutanasia y el suicidio, pero apoya el uso de los cuidados paliativos al final de la vida.

## Profesionales sanitarios y los cuidados al final de la vida
En 2016, Jessica Schmit, una doctora de la University of Florida, llevó a cabo un estudio sobre los grados de familiaridad de los médicos residentes acerca de ciertos cuidados al final de la vida. A través de este estudio, se descubrió que los residentes habían recibido una educación formal inadecuada e insuficiente sobre los cuidados al final de la vida y los paliativos. En el estudio de Schmit, hallaron que el 61,9% de los residentes habían declarado que sus conversaciones sobre el estado moribundo del paciente sucedían «casi siempre sin supervisión» o «sin supervisión alguna», lo que les orienta muy poco sobre cómo podrían mejorarlas en el futuro. También se están realizando investigaciones sobre el papel que juegan los patólogos del habla y del lenguaje (SLP, por sus siglas en inglés) que trabajan en los cuidados paliativos y al final de la vida. Las enfermeras están altamente implicadas en los cuidados paliativos de los pacientes terminales. Las enfermeras son capaces de explicar en términos prácticos qué es lo que le ocurre al paciente después de que el médico se haya ido. Las enfermeras también se encargan de defender al paciente, ya que pasan mucho tiempo con ellos y normalmente saben mucho más acerca de los deseos, síntomas y antecedentes médicos del paciente. Las enfermeras, los médicos y los trabajadores de los centros de cuidados paliativos son decisivos para ayudar tanto al paciente como a la familia a superar el proceso de la muerte, así como el duelo que le sigue después.

### Difusión en los medios
La atención al final de la vida fue el argumento del corto documental de Netflix de 2018 End Game (Final de Partida), nominado al premio de la Academia, que trataba sobre los pacientes terminales de un hospital de San Francisco y del Zen Hospice Project, y mostraba el trabajo del médico de cuidados paliativos B. J. Miller y de otros profesionales sanitarios de estos cuidados. La productora ejecutiva de la película fue la activista de los centros para enfermos terminales y de cuidados paliativos Shoshana R. Ungerleider.

## Perspectivas nacionales

### Canadá
En 2012, la Encuesta Social General de Canadá sobre «la Prestación y Recepción de cuidados» descubrió que el 13 % de los canadienses (3,7 millones) mayores de 15 años había declarado que en algún momento de sus vidas habían prestado cuidados al final de la vida o paliativos a un familiar o amigo. En cuanto a las personas entre 50 y 60 años, el porcentaje aumentaba, y alrededor de un 20% afirmó haber proporcionado cuidados paliativos a un familiar o amigo. Asimismo, las mujeres eran más propensas a prestar cuidados paliativos a lo largo de su vida, con un 16% de las mujeres que lo han hecho, en comparación con un 10% de los hombres. Estos cuidadores ayudaron a familiares o amigos enfermos en estado terminal a través de la asistencia sanitaria o personal, la preparación de alimentos, la gestión de las finanzas o del transporte para acudir y volver de las citas médicas.

### Reino Unido
La atención al final de la vida fue descrita por el Departamento de Salud y Asistencia Social como un área en la que la calidad de la atención ha sido anteriormente «muy variable» y que no ha tenido un perfil destacado en el NHS (Servicio Nacional de Salud de Reino Unido) y la asistencia social. Para tratar este asunto, en 2004 se estableció un programa nacional de atención al final de la vida para identificar y promocionar las mejores prácticas, y se publicó un documento de estrategia nacional en 2008. El Gobierno escocés también ha publicado una estrategia nacional.
En 2006, poco más de medio millón de personas murieron en Inglaterra, alrededor del 99% de ellos eran adultos mayores de 18 años y casi dos tercios eran adultos mayores de 75 años. Alrededor de tres cuartas partes de las muertes podrían considerarse «predecibles» y siguieron un período de enfermedad crónica, por ejemplo, enfermedades cardíacas, cánceres, accidentes cerebrovasculares o demencia. En total, el 58% de las muertes ocurrieron en un hospital del NHS, el 18% en el hogar, el 17% en centros residenciales (en su mayor parte eran personas mayores de 85 años) y alrededor del 4% en centros para enfermos terminales. Sin embargo, una mayoría preferiría morir en casa o en un centro para enfermos terminales, y según una encuesta menos del 5% preferiría morir en el hospital. Por lo tanto, un objetivo clave de la estrategia es reducir la necesidad de que los pacientes moribundos tengan que ir a un hospital y/o tener que quedarse allí, y mejorar la provisión de apoyo y cuidados paliativos en la comunidad para hacer esto posible. Un estudio estimó que el 40% de los pacientes que habían muerto en el hospital no tenían necesidades médicas que los obligase a estar allí.
En 2015 y 2010, el Reino Unido ocupó el lugar más alto en todo el mundo en un estudio sobre la asistencia al final de la vida. El estudio de 2015 decía que «su posición en el ranking se debe a las políticas nacionales inclusivas, la amplia integración de los cuidados paliativos en el Servicio Nacional de Salud (National Health Service), un fuerte apoyo a los centros de cuidados para enfermos terminales y un fuerte compromiso de la comunidad sobre el tema». Los estudios fueron realizados por la Economist Intelligence Unit (Unidad de Inteligencia de The Economist) y comisionados por la Fundación Lien, una organización filantrópica de Singapur.

### Estados Unidos
Hasta el 2019, la muerte asistida por un médico era legal en 8 estados (California, Colorado, Hawaii, Maine, Nueva Jersey, Oregón, Vermont, Washington) y en Washington D. C.
El gasto de estos estados en los últimos doce meses representa el 8,5% del total del gasto sanitario general de los Estados Unidos.
Si solo tenemos en cuenta a las personas mayores de 65 años, las estimaciones muestran que aproximadamente el 27% (88 mil millones de dólares) del presupuesto anual de Medicare en 2006 de 327 mil millones de dólares fue a parar a la asistencia de los pacientes en su último año de vida. Para los mayores de 65 años, entre 1992 y 1996, los gastos en el último año de vida representaron el 22% de todos los gastos médicos, el 18% de todos los gastos no relacionados con Medicare, y el 25% de todos los gastos de Medicaid para los pobres. Estos porcentajes parecen ir disminuyendo con el tiempo, como en 2008, el 16,8% de todos los gastos médicos en mayores de 65 años procedía de aquellos en su último año de vida.
Es difícil predecir la muerte, por lo que esto influye en las estimaciones del gasto de las personas en su último año de vida. En los controles del gasto de pacientes a los que se les pronosticó un pronto fallecimiento, se estimó que el gasto de Medicare rondaba el 5% del total.

### México
Para ofrecer atención a pacientes en etapa terminal, a través del sector salud, se han desarrollado Guías de Práctica Clínica de Enfermería (GPCE) para ofrecer en los espacios hospitalarios atención paliativa en pacientes adultos  así como también un Programa Nacional de Cuidados Paliativos  y a partir del 2022, el Observatorio Nacional de Cuidados Paliativos, todo esto respondiente a las necesidades de atención al final de la vida.